# Die Tapferen Haende im Chaos der Zeit
Die Tapferen Haende im Chaos der Zeit (Les Mains Courageuses dans le Chaos du Temps) ist ein französischer Kurzfilm (Dokufiktion) von Mika’ela Fisher aus dem Jahr 2013. Er feiert am 7. Januar 2015 in Frankreich Premiere.

## Handlung
Der Film beschreibt Unterbewusstes und reelle Wahrnehmungen am Motiv ‘Hände’; er bezieht dabei die sozialen Verhältnisse mit ein. Der Protagonist der Geschichte ist ein kleiner Schneider, der etwas naiv durch die Welt schlendert; letztendlich sich aber als Sieger entpuppt.

## Teilnahme an Festivals
- short film corner Festival de Cannes 2013[5]
- Revelation Perth International Film Festival 2013[6]
- Maverick Movie Awards 2013[7]
- Lucerne International Film Festival 2014[8]
- Columbus International Film & Video Festival 2014[9]
- Accolade Global Film Competition 2015[10]
- Indie Fest 2015[11][12]
- Fotogenia Festival  2024[13][14]

## Auszeichnungen

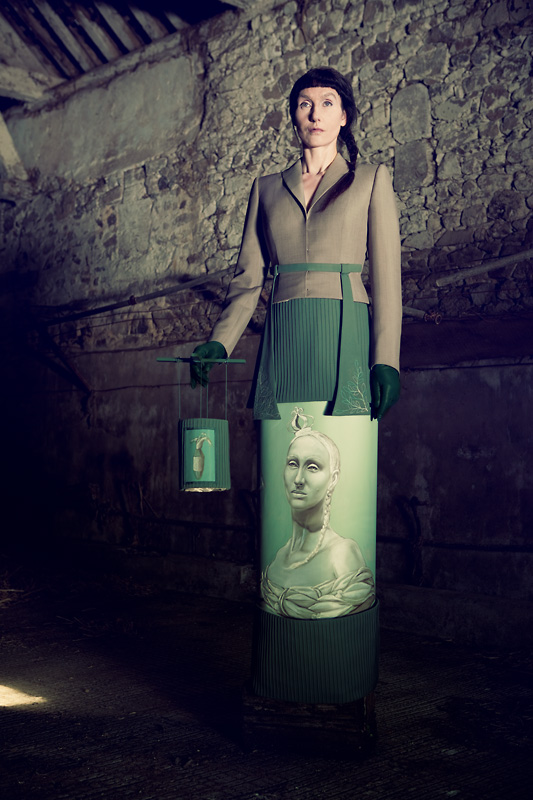
Die Tapferen Haende im Chaos der Zeit – Artwork by Mika'Ela Fisher

- Award of Merit (Costume Design) bei den IndieFest Film Awards 2015
- Award of Recognition (Experimental) bei den IndieFest Film Awards 2015
- Award of Merit (Film Short) bei den Accolade Global Film Competition 2015
- Silver Chris Award (Best of Art) beim Columbus International Film & Video Festival 2014[15][16][17]
- Nominierung (Beste Regie und Beste Musik) bei den Maverick Movie Awards (Los Angeles), 2013[18]

## Veröffentlichung
Der Film wurde auf mehreren internationalen Festivals gezeigt und feierte am 7. Januar 2015 Kinopremiere in Frankreich.
Im Dezember 2015 und Januar 2016 war der Film ein zweites Mal in französischen Arthousekinos zu sehen.